# Orveau
Orveau – miejscowość i gmina we Francji, w regionie Île-de-France, w departamencie Essonne.
Według danych na rok 1990 gminę zamieszkiwało 136 osób, a gęstość zaludnienia wynosiła 32 osób/km² (wśród 1287 gmin regionu Île-de-France Orveau plasuje się na 1038. miejscu pod względem liczby ludności, natomiast pod względem powierzchni na miejscu 734.).